# Cerdanya Film Commission
La Cerdanya Film Commission és una entitat dedicada al suport i foment de la producció audiovisual a la comarca de la Cerdanya.
Està finançada per aportacions de particulars i del Grup de Recerca de Cerdanya, i ofereix serveis d'assessoria logística a les empreses i professionals de la indústria audiovisual en les seves produccions, ja sigui en la cerca de localitzacions o en la gestió dels permisos necessaris, i la projecció de la comarca de la Cerdanya com a territori Film Friendly tot promocionant les localitzacions i serveis locals existents.
Participa activament en festivals nacionals i internacionals, com ara el Festival de Cinema de Màlaga, en la promoció de la comarca de la Cerdanya com a plató cinematogràfic. L'entitat, a més a més, participa en l'organització del Festival Internacional de Cinema de Cerdanya, el Campus de Cinema Independent de Cerdanya, diferents tallers d'interpretació i direcció de curtmetratges i rutes guiades pel territori a productors.